# Aeropuerto Internacional de Donetsk
El Aeropuerto Internacional Serguéi Prokófiev de Donetsk (en ucraniano: Міжнародний аеропорт «Донецьк» імені Сергія Прокоф'єва) (IATA: DOK, OACI: UKCC) era un aeropuerto internacional ubicado en Donetsk, Ucrania. Fue construido entre los años 1940  y 1950, reconstruido en 1973, y finalmente remodelado entre los años 2011 y 2012. Se localiza a 8 kilómetros al norte del centro de la ciudad, cerca de la estación de autobuses Putylivskyi.

## Guerra del Dombás

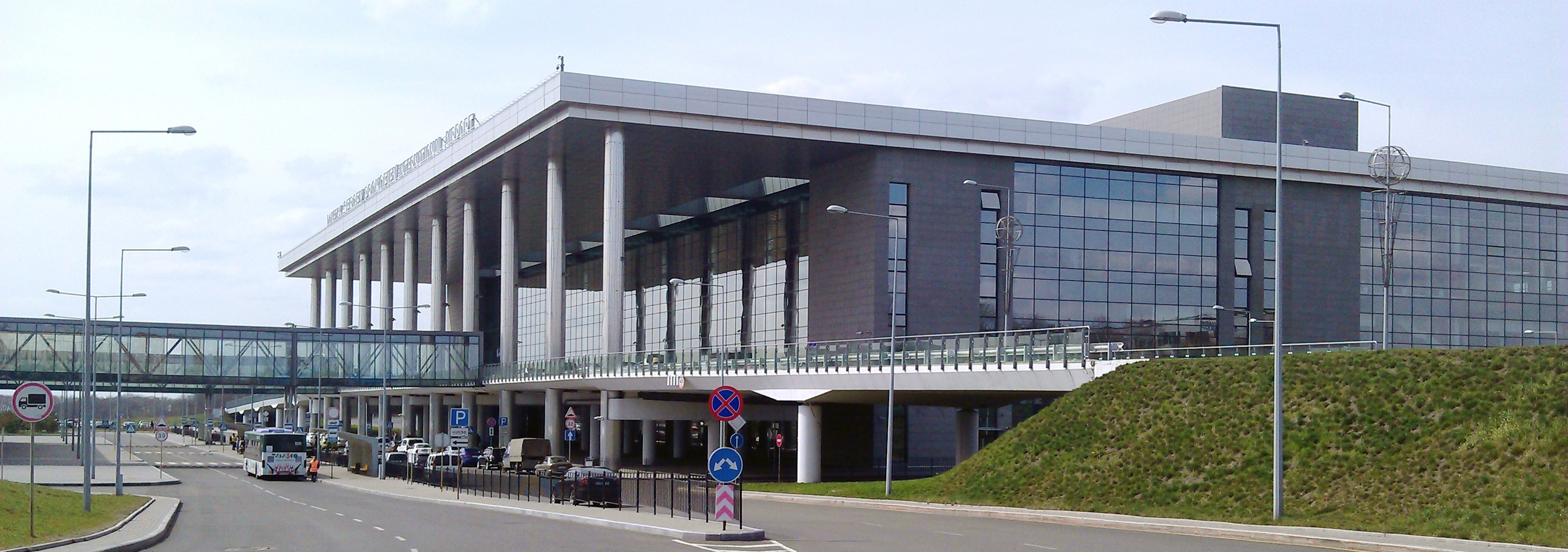
La terminal aérea previo a la guerra civil.

El 26 de mayo de 2014, grupos prorrusos asaltaron y tomaron el control de las instalaciones poco después de que el nuevo presidente Petró Poroshenko ganase las elecciones presidenciales celebradas el día anterior. Tropas ucranianas lanzaron ataques aéreos para recuperar el control del aeropuerto. 2 civiles y 38 combatientes fallecieron (incluyendo personas que habían acudido a retirar los cuerpos). Finalmente el ejército ucraniano recuperó el control del sitio unas horas después el 27 de mayo.
Entre el 31 de agosto y 3 de septiembre se reanudaron los combates, los separatistas obtenían la madrugada de ese día el control total del aeropuerto; sin embargo, las fuerzas ucranianas respondieron lanzando una ofensiva nuevamente. 
Finalmente, el 15 de enero de 2015 banderas de la DPR ondearon en el edificio terminal, los prorrusos afirmaron controlar el 95% del aeropuerto, y que solo quedaban pequeños grupos de soldados pertenecientes al ejército ucraniano en la zona.

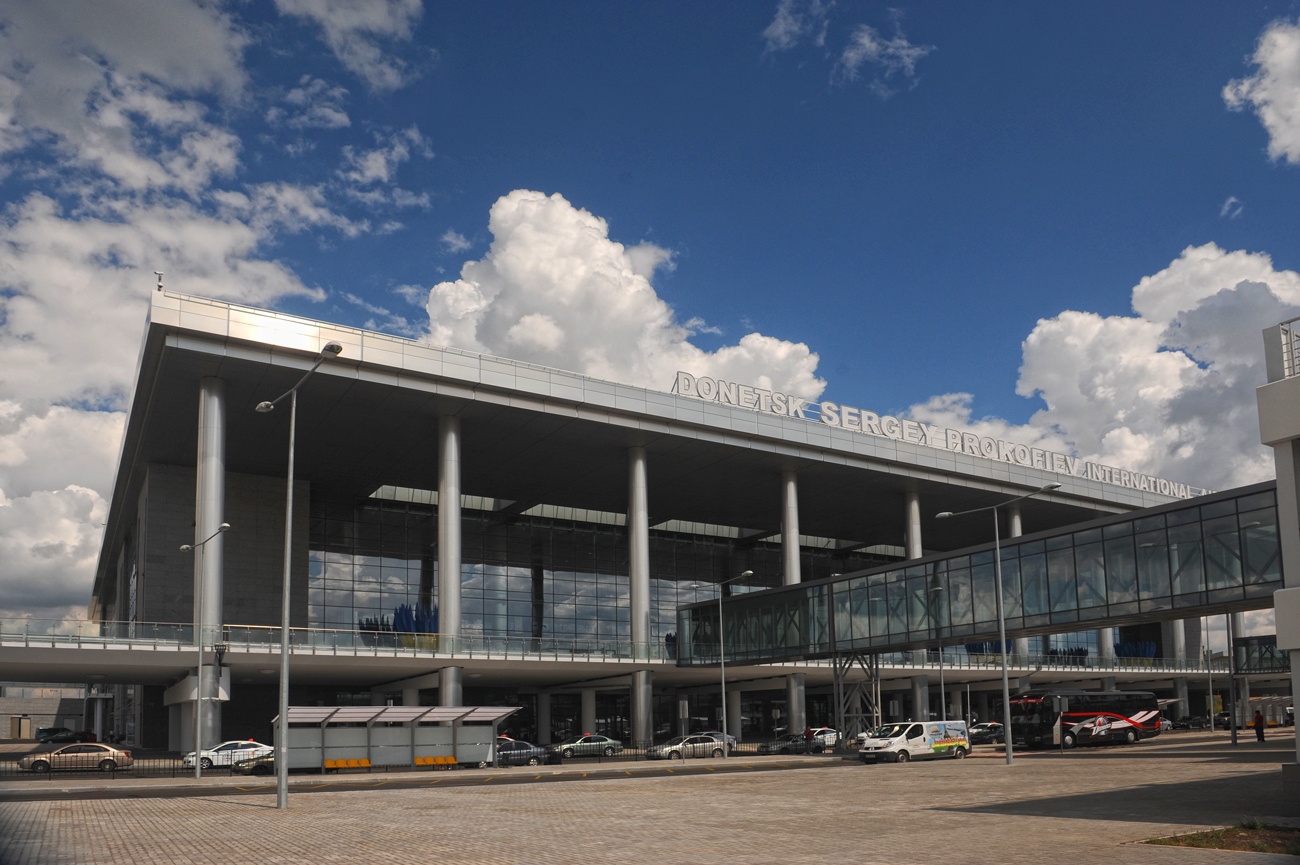
El aeropuerto de Donetsk en 2012

## Aerolíneas y destinos

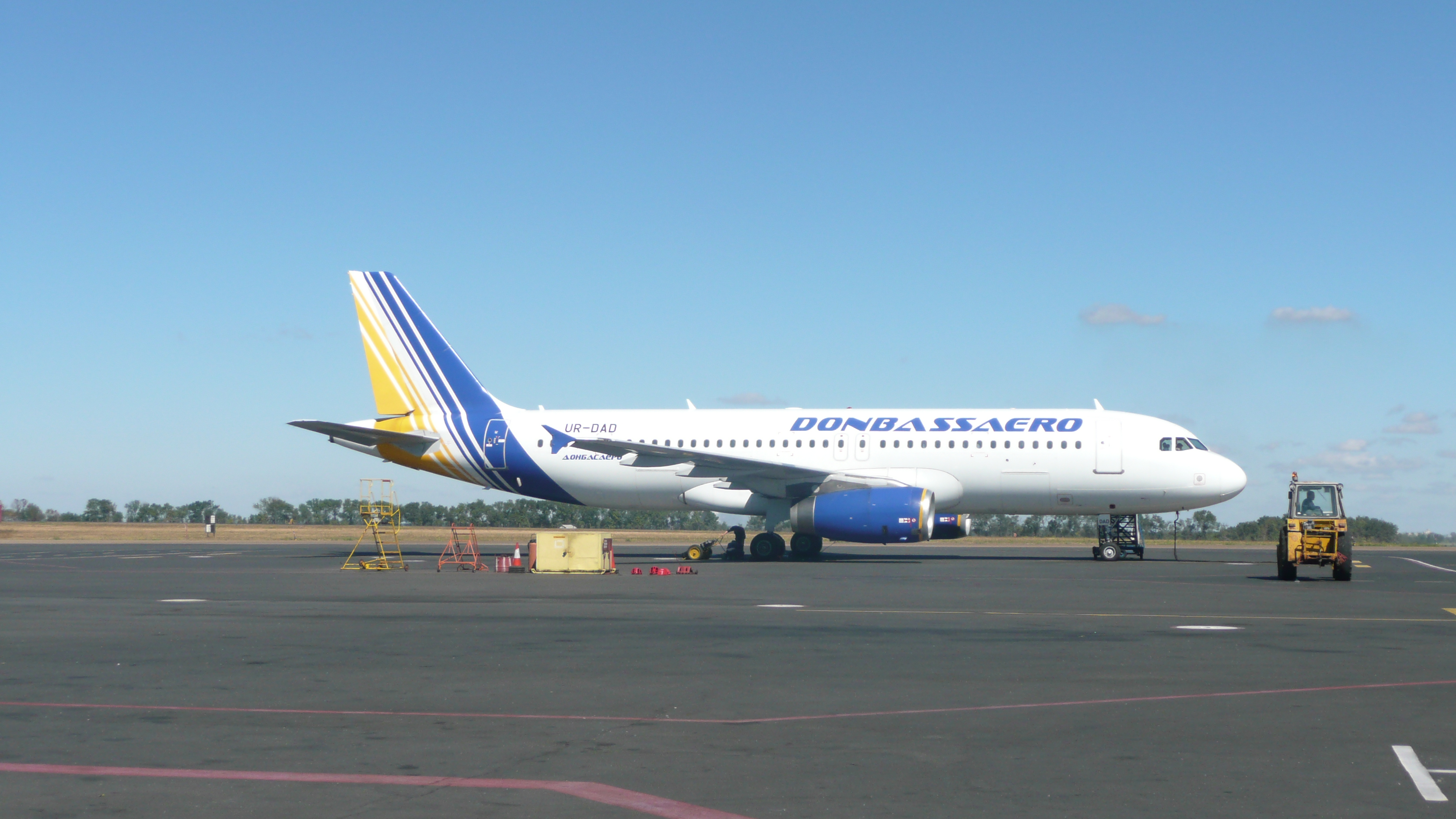
Un avión de la aerolínea Donbassaero en una de las pistas del aeropuerto de Donetsk.

Debido al estallido de la guerra del Dombas y el posterior asalto por parte de los separatistas prorrusos, desde mayo de 2014 los servicios aeroportuarios fueron suspendidos. Producto de la destrucción de la terminal, en la actualidad no existen planes para reiniciar dichas operaciones.

## Estadísticas
| Año  | Pasajeros                                        | Variación respecto año anterior |
| ---- | ------------------------------------------------ | ------------------------------- |
| 2009 | 0488,100                                         | Sin cambios                     |
| 2010 | 0612,200                                         | 025.4%                          |
| 2011 | 0829,300                                         | 035.5%                          |
| 2012 | 1,000,000                                        | 020.6%                          |
| 2013 | 1,110,400                                        | 011.0%                          |
| 2014 | 0346,700 (cerrado debido a la guerra del Dombás) | 068.8%                          |
| 2015 | Sin cambios                                      | 100.0%                          |
| 2016 | Sin cambios                                      | Sin cambios                     |

- Austrian Airlines (Viena)[8]
- LOT (Varsovia)
- Lufthansa

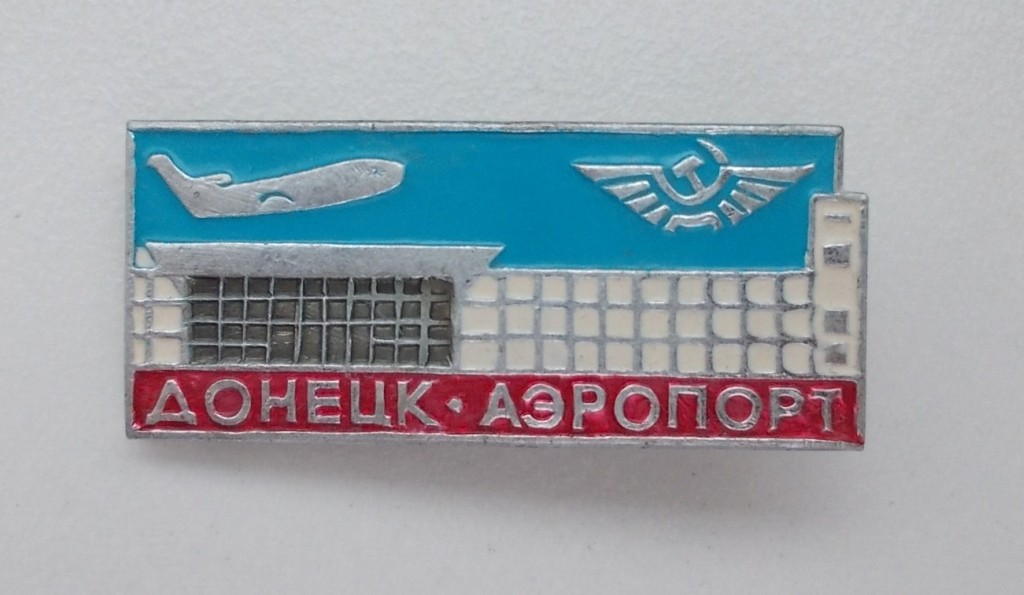
Antiguo pin utilizado por los empleados del aeropuerto de Donetsk.

  - Lufthansa Regional operado por Lufthansa CityLine (Múnich)[9]
- TbilAviaMsheni (Tbilisi)[8]
- Turkish Airlines (Estambul-Atatürk)[8]
- UTair (Moscú-Vnukovo)[8]

## Accidentes e incidentes
- El 3 de noviembre de 1996, un grupo de asesinos a sueldo vestidos con uniformes de las fuerzas de seguridad abrió fuego indiscriminadamente contra el avión del destacado empresario local Yevhen Shcherban cuando desembarcaba en el plataforma después de un vuelo desde Moscú. Shcherban y su esposa fueron asesinados, junto con un técnico de tierra del aeropuerto y el ingeniero de vuelo del avión.
- El 13 de febrero de 2013, el Vuelo 8971 de South Airlines se estrelló cuando el avión se salió de la pista durante un aterrizaje de emergencia, lo que resultó en un saldo de 5 pasajeros fallecidos.